# Woolly Wolstenholme
Pour les articles homonymes, voir Wolstenholme.
Stuart John Wolstenholme, né le 15 avril 1947 à Chadderton et mort le 13 décembre 2010, à Londres, est un musicien, claviériste, compositeur britannique. Il est membre fondateur du groupe de rock progressif britannique Barclay James Harvest, au sein duquel il a officié aux claviers de 1967 à 1979.

## Biographie
Son premier instrument fut un banjo, obtenu à l'âge de douze ans. Il a également joué du cor ténor au sein de l'harmonie de Delp, avant de s'orienter vers le mellotron, le piano, l'orgue et, plus tardivement, les synthétiseurs.
C'est à Wolstenholme que le groupe rock Barclay James Harvest doit ses lettres de noblesse, car il inscrit la musique du groupe dans la mouvance symphonique du rock progressif. Si ses propres compositions y sont mineures, la qualité de ses arrangements et son jeu dépouillé ont largement contribué à valoriser celles de ses partenaires musiciens.
En 1976, il participe au concept album de David Rohl : Mandalaband, The Eye Of Wendor, sur lequel figurent notamment 10cc, Justin Hayward, Maddy Prior et Paul Young. Commence alors une collaboration active avec Rohl sur des musiques de films produits par la BBC, dont Cinderella et Cockleshell Bay.
En 1978, Wolstenholme décide de poursuivre une carrière solo et fonde le groupe Maestoso, avec lequel il réalise un premier album maestoso, qui sera suivi d'une tournée européenne en première partie de Saga et de Judie Tzuke.
Un second projet d'album, Black Box, ayant avorté, il disparaît de la scène Rock pour se consacrer à l'agriculture.
Sa mémoire restant vive parmi les fans, son œuvre connaîtra quelques rééditions, y compris les sessions inachevées de Black Box. En 1998, John Lees le sollicite pour collaborer sur l'album édité par Eagle Records : Nexus - Barclay James Harvest Through The Eyes Of John Lees. Une tournée européenne s'ensuit, qui officialise son retour. Un album live nommé Revival en est tiré.
Wolstenholme en profite pour réunir le groupe Maestoso et réalise en 2004 un nouvel album : One Drop In A Dry World, qui connaîtra un succès d'estime.
Depuis longtemps déprimé, il se suicide le 13 décembre 2010 à Londres, à l'âge de 63 ans.
John Lees lui rend hommage sur l'album North, sorti en 2013, avec le morceau On Leave.

## Discographie
- 1980 : Maestoso
- 1989 : Too Late...
- 1994 : Songs from the Black Box
- 2000 : Maestoso - One Drop in a Dry World
- 2005 : Maestoso - Fiddling Meanly (en concert)